# Ion Baciu (dirijor)
Ion Baciu (n. 21 iulie 1931, Brateiu, județul Sibiu – d. 8 noiembrie 1995, Ploiești) a fost un dirijor român, director al Filarmonicii de Stat din Iași între anii 1968 - 1974 și 1982 - 1986, profesor și rector (1974 - 1976) al Academiei de Arte „George Enescu” din Iași.
A studiat la Conservatorul din București avându-l ca profesor pe dirijorul și compozitorul Constantin Silvestri. Între 1955 - 1962 a activat ca dirijor la Filarmonica din Ploiești. Din 1962 se mută la Iași ocupând postul de dirijor permanent la Filarmonica de Stat din Iași până în 1986, fiind și director al acestei instituții între anii 1968 - 1974 și 1982 - 1986.
Ion Baciu a fost un eminent șef de orchestră, contribuind la renașterea Filarmonicii ieșene. A colaborat cu Opera de Stat din Iași, cu postul de Radio Iași și a fost profesor la Academia de Arte „George Enescu”.

## Distincții
- Ordinul „Meritul Cultural” clasa a IV-a (12 septembrie 1968) „pentru merite deosebite în activitatea muzicală”[2]
- Ordinul „Steaua Republicii Socialiste România” clasa a IV-a (16 decembrie 1972) „pentru merite deosebite în opera de construire a socialismului, cu prilejul aniversării a 25 de ani de la proclamarea Republicii”[3]